# 編笠茶屋

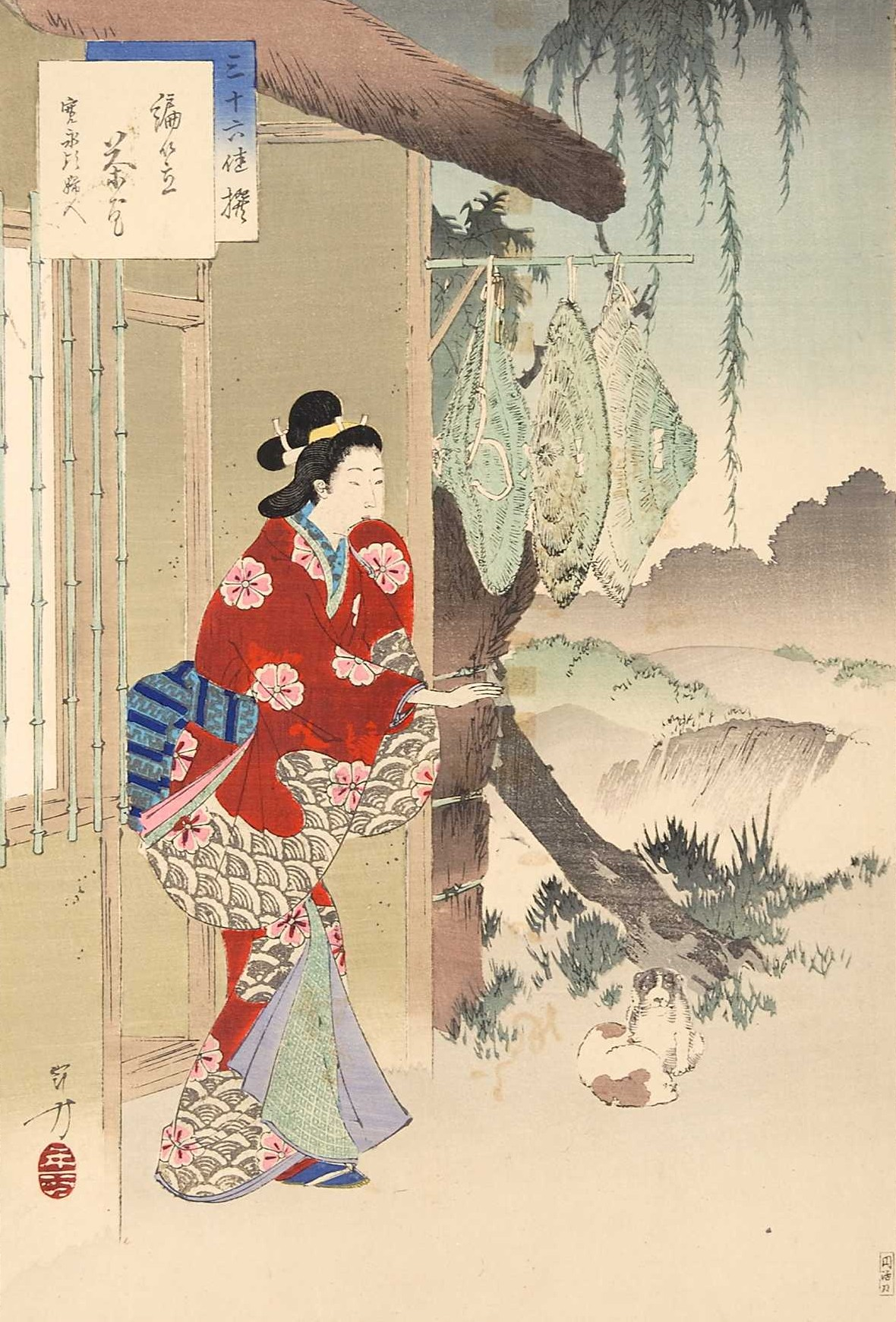
水野年方筆「三十六佳撰」より『編笠茶屋 寛永頃婦人』

編笠茶屋（あみがさぢゃや）は、江戸時代、遊廓に入る客に、顔を隠すための編笠を貸した茶屋である。

## 概略
江戸吉原の場合、吉原が日本橋の元吉原から千束村に移ってから、これを「新吉原」といったが、ここに通う客は傭馬に騎った。馬方は小諸節を歌いながら蒲原を通って西方寺の辺でウマから降ろした。しかし元禄ころから、傭馬が衰え、駕籠が多くなった。傭馬を利用した頃はウマから降りると歩かなければならない。そこで他見を憚る者は、泥町（のち田町）の茶屋で、編笠を借りて大門を入ったのである。この編笠を貸す茶屋を「編笠茶屋」といった。自分がもってきた編笠は「手編笠」といった。
天保以前は田町から堤へ上がる両側に10軒ほどあったが、その後まもなくなくなり、田町の編笠茶屋という名が残った。しかし、天保ののち、岡場所が禁じられたため、ほうぼうにあった茶屋が多く田町に移ってきた。そのためにその辺はほとんど茶屋ばかりになり、他業の家はほとんどなかった。堤を下りた所に10軒ほど掛行燈の家号の肩に「編笠茶屋」と細書しただけで、残りは家号だけであった。「吉原大全」には「あみ笠茶やといふは、大門の外五十間道の内左右に十ずつ二十軒あり。昔は万客この茶やにいたり、あみがさをかむりて大門へ入ることなりしが、今は二十軒の茶やはあれど、あみがさは見せへ吊さず、此二十軒おもてへ二かいを附けるなし」とあり、「金曾木」（文化6年）には「古は大門に編笠茶屋あり、（近頃まで一二軒ありしが今は見えず）遊客編笠をかりて大門に入ることなり。編笠をかりるに銭百文を出してかり、帰路にこれをかへせば六十四文返せしといふこと、浅草の奥山にみせを張りし泥鰌太夫のいひし話なりき。これは今酒屋にて樽をかりて樽代を出すが如くなるべし。かかることも音もなく乞食の家に話し伝へたるもをかし。按ずるに、大門より入りて編笠をかぶらざるは原富より始まれりとぞ。原冨は御留守居与力の原富五郎後武太夫、三味線の名人なり」とある。これによって、「嬉遊笑覧」には「吉原に通うもの、編笠著ざるやうになりしは享保より稀になり、元文に至りて全くやみたり」とあるが、文化頃まだ名残があったことがわかる。